# O Fontan
O Fontan (en francès Fontan, en lígur U Funtan) és un municipi francès situat al departament dels Alps Marítims i a la regió de Provença – Alps – Costa Blava. És una comunitat de parla roiasc, considerat occità segons uns i lígur segons altres.

## Demografia
| 1962                                       | 1968 | 1975 | 1982 | 1990 | 1999 | 2006 |
| ------------------------------------------ | ---- | ---- | ---- | ---- | ---- | ---- |
| 215                                        | 326  | 257  | 253  | 230  | 234  | 300  |
| Des de 1962: població sense dobles comptes |      |      |      |      |      |      |

## Administració
| Període   | Identitat      | Partit |
| --------- | -------------- | ------ |
| 2001-2008 | Marius Tourrel |        |
| 2008-     | Philippe Oudot |        |